# Katalończycy
Katalończycy (kat. Catalans) – protonaród romański zamieszkujący jako autochtoni w Katalonii, w Walencji, na Balearach, w mieście Alghero na Sardynii, części Aragonii, południowej Francji, Andorze oraz w diasporze w Ameryce Łacińskiej. Ich liczebność wynosi około 7,6 mln (wykluczając osoby urodzone poza hiszpańskim regionem Katalonii), a językiem jest kataloński. Katalończyków cechowały i cechują silne aspiracje wolnościowe, głównie uzyskanie jak najdalej posuniętej autonomii w ramach Hiszpanii.
Do niedawna Katalończycy nie byli uznawani przez władze w Madrycie za naród, a wyłącznie za część narodu hiszpańskiego, konstytucja przyznawała im tylko status „narodowości”. Za naród uznano Katalończyków dopiero po reformie statutu autonomicznego Katalonii w 2006 roku, który reguluje tę kwestię w pierwszym punkcie. Zmiana ta została przyjęta przez Katalończyków w referendum (poparło ją trzy czwarte mieszkańców Katalonii) oraz zaaprobowana przez władze hiszpańskie.
Przodkami obecnych Katalończyków było wiele ludów: Celtowie, Iberowie, Grecy (kolonie greckie na wybrzeżu Morza Śródziemnego), Rzymianie (romanizacja języka i kultury), Germanie.
Chrystianizacja rozpoczęła się w połowie IV wieku. Dominującym wyznaniem jest katolicyzm. 